# Chocenice (starý zámek)
Starý zámek v Chocenicích se nachází v bezprostřední blízkosti nového chocenického zámeckého sídla a od 3. května 1958 je kulturní památkou.

## Historie
Základy panského domu sahají, dle archeologického výzkumu na počátku 21. století a nálezů střepů nádob až do doby pozdní gotiky.[zdroj⁠?!] Dle dendrochonologického průzkumu pochází většina trámů konstrukce z osmdesátých let 18. století, avšak objevily se i trámy už z let dvacátých. Při přestavbě bývalé renesanční tvrze na barokní zámek byl tento objekt přechodně využíván jako panské sídlo. Po dokončení stavby sloužil jako sídlo vrchnostenské správy rodu Sinzendorfů. V 1. třetině 19. století došlo ke klasicistní přestavbě. 
V období po druhé světové válce sloužil starý zámek o obytným účelům a také jako provizorní sídlo městského národního výboru. Chátral a bylo dokonce požádáno o zrušení statutu památkové ochrany a jednalo se o demolici objektu. Po roce 1989 byl na stole návrh o zřízení hotelu s restauračním zařízením, ze kterého však sešlo. Poté se objekt dostal do soukromého vlastnictví a započalo se s jeho rekonstrukcí. Vystřídala se zde řada majitelů, kteří se opakovaně marně pokoušeli o sejmutí památkové ochrany. V domě je zachovalá původní černá kuchyně a do 80. let byly v některých místnostech zachována i původní empírová kachlová kamna, která byla zničena při zahájené demolici místním JZD, kterou na poslední chvíli stopli památkáři. Po roce 2010 zahájilo občanské sdružení Starý zámek Chocenice rozsáhlou rekonstrukci domu. Opraveny byly kritické části střechy, byly obnoveny komíny, rekonstrukcí prošlo celé přízemí domu vč. nového sociálního zázemí, bylo vyměněno špatné roubení v patře a budova byla obsazena replikami původních oken. V roce 2022 odkoupila objekt zpět obec Chocenice.

## Popis
Obdélná, volně stojící budova s mansardovou střechou s barokním zděným přízemím a roubeným prvním poschodím. Ve vnitřních prostorách se dochovala dvojice černých kuchyní.